# Henrik Madsen (fodboldspiller)
 For alternative betydninger, se Henrik Madsen. (Se også artikler, som begynder med Henrik Madsen)
Henrik Madsen (født 25. februar 1983) er en dansk fodboldspiller, der spiller for HB Køge.

## Karriere
Han blev kåret til Årets profil i 1. division 2009.

### FC Vestsjælland
I april 2011 blev det offentliggjort, at Henrik Madsen skiftede til FC Vestsjælland gældende fra sommerpausen efter seks år i Næstved Boldklub. FC Vestsjælland forlængede i oktober 2014 kontrakten med holdets kaptajn frem til 30. juni 2017.

### HB Køge
Det blev offentliggjort den 9. januar 2016, at midtbanespilleren skiftede til HB Køge på en toårig aftale efter FC Vestsjællands konkurs.